# Pawłów Wielkopolski
Pawłów Wielkopolski – przystanek osobowy, niegdyś stacja kolejowa w Pawłowie, w Polsce, w województwie wielkopolskim, w powiecie ostrowskim, w gminie Sośnie. Stacja została otwarta w dniu 1 października 1910 roku. Położona jest na linii kolejowej z Ostrowa Wielkopolskiego do Grabowna Wielkiego.

## Ruch pasażerski
| Rok  | Wymiana pasażerska na dobę |
| ---- | -------------------------- |
| 2017 | 20-49                      |
| 2022 | 50-99                      |